# Hedda (film)
Pour les articles homonymes, voir Hedda (homonymie).
Pour plus de détails, voir Fiche technique et Distribution.
Hedda est un film américain réalisé par Nia DaCosta et dont la sortie est prévue en 2025. Il s'agit d'une adaptation de la pièce de théâtre Hedda Gabler de Henrik Ibsen.
Il sera présenté au festival international du film de Toronto 2025. Il connaitra une sortie limitée dans les salles américaines, avant sa diffusion sur Prime Video.

## Fiche technique
Sauf indication contraire, les informations mentionnées dans cette section peuvent être confirmées par les bases de données cinématographiques IMDb et Allociné,  présentes dans la section « Liens externes ».
- Titre original : Hedda
- Réalisation : Nia DaCosta
- Scénario : Nia DaCosta, d'après la pièce de théâtre Hedda Gabler de Henrik Ibsen
- Musique : Hildur Guðnadóttir
- Décors : Cara Brower
- Costumes : Lindsay Pugh
- Photographie : Sean Bobbitt
- Montage : Jacob Secher Schulsinger
- Production : Nia DaCosta, Dede Gardner, Jeremy Kleiner, Gabrielle Nadig, Tessa Thompson

Producteurs délégués : Michael S. Constable, Brad Pitt et Kishori Rajan
- Sociétés de production : Orion Pictures, Plan B Entertainment et Viva Maude
- Société de distribution : Amazon MGM Studios
- Budget : N/A
- Pays de production :  États-Unis
- Langue originale : anglais
- Format : couleur
- Genre : drame
- Durée : 107 minutes
- Dates de sortie[1] : Dates sujettes à modification
  - Canada : septembre 2025 (festival de Toronto) Date sujette à modification
  - États-Unis : 22 octobre 2025 (sortie limitée en salles)
  - États-Unis : 29 octobre 2025 (Prime Video)
- Classification[2] :
  - États-Unis : R

## Distribution
- Tessa Thompson : Hedda Gabler
- Imogen Poots : Thea Clifton
- Tom Bateman : George Tesman
- Nina Hoss : Eileen Lovborg
- Nicholas Pinnock : le juge Roland Brack
- Finbar Lynch : Pr Greenwood
- Mirren Mack : Tabitha Greenwood
- Jamael Westman : David
- Saffron Hocking : Jane Ji
- Kathryn Hunter : Bertie

## Production

### Genèse et développement
En juillet 2022, il est révélé que Nia DaCosta va écrire et réaliser une adaptation de la pièce de théâtre Hedda Gabler de Henrik Ibsen. En avril 2023, Tessa Thompson est annoncée dans le rôle principal ainsi que comme productrice du film. En juin, Eve Hewson, Callum Turner, Nina Hoss et Nicholas Pinnock rejoignent la distribution,,. En janvier 2024, Imogen Poots, Tom Bateman, Finbar Lynch, Mirren Mack, Jamael Westman et Saffron Hocking sont également confirmés.

### Tournage
Le tournage débute au Royaume-Uni en janvier 2024,.

## Sortie
En avril 2025, il est annoncé que Hedda sortira aux États-Unis en octobre 2025.
En juin 2025, il est annoncé qu'il sera présenté au festival de Toronto en septembre. Il est précisé qu'il connait une sortie limitée dans les salles américaines le 22 octobre 2025, une semaine avant sa diffusion sur Prime Video,.